# Joaquim Ferreira dos Santos, 1.º Conde de Ferreira
Joaquim Ferreira dos Santos ComC • ComNSC (Vila Meã, Campanhã, Porto, 4 de Outubro de 1782 – Bonfim, Porto, 24 de Março de 1866), 1.º Barão de Ferreira, 1.º Visconde de Ferreira e 1.º Conde de Ferreira, foi um traficante de escravos, empresário comercial e filantropo português.

## Biografia
De origem modesta, Joaquim Ferreira dos Santos nasceu no lugar de Vila Meã, actual lugar de Azevedo, na Freguesia de Campanhã, subúrbios e arredores da cidade do Porto. Foi o quinto e último filho nascido dos pais João Ferreira dos Santos e sua mulher Ana Martins da Luz, um casal de lavradores proprietários pouco abastados com terras em Campanhã, então ainda uma típica freguesia rural do noroeste português.
Como era norma ao tempo, o casal destinava ao filho mais velho a gestão do património agrícola, pelo que os restantes irmãos teriam que encontrar outros meios de vida. O segundo irmão seguiu a vida eclesiástica e o sacerdócio, destino que também pretendiam para o filho mais novo. Com esse objectivo o jovem Joaquim Ferreira dos Santos estudou Humanidades, Latim, Lógica e Retórica, mas, concluindo e reconhecendo que tinha pouco vocação, ou não tinha sequer vocação para o estado clerical e para o sacerdócio, abandonou os estudos aos 14 anos de idade, e dedicou-se à vida comercial, empregando-se como caixeiro e manifestando vontade de ir para o Brasil e seguir a carreira negocial. Os conhecimentos que adquirira viriam a ser úteis, mais tarde, no seu percurso como comerciante.
Depois de um curto período como caixeiro no Porto, contrariando os pais, passou à América e emigrou para o Brasil em 1800, levando consigo uma carta de recomendação, dirigida a um parente que se encontrava estabelecido como comerciante no Rio de Janeiro. No Brasil, ajudado e protegido pelo seu parente, foi prosperando no negócio, dedicando-se ao comércio por consignação de produtos enviados do Porto.
Depois de ter estabelecido relações comerciais entre a sua casa e a praça de Buenos Aires, dirigiu as suas atenções para África, com o intuito de alargar as suas relações com essa parte do mundo para onde passou, indo três vezes a Molumbo, Angola, onde criou várias Feitorias e montou um lucrativo negócio negreiro, importando cerca de 10 000 escravos para o Brasil, com assinalado êxito, grangeando e alcançando grande e avultada fortuna, conseguida em boa parte por esse mesmo tráfico de escravos.
Casou no Rio de Janeiro com D. Severa Lastra, senhora natural de Buenos Aires e de nacionalidade Argentina, de quem teve um filho, que morreu criança na mesma cidade do Rio de Janeiro, da qual enviuvou e de quem foi herdeiro beneficiário, segundo a Lei do Estado de Buenos Aires de 22 de Maio de 1757.
Regressou e estabeleceu-se como grande Capitalista e abastado Proprietário na cidade do Porto. De regresso a Portugal, prosseguiu no mister a que se havia dedicado, mas já em operações bancárias, e dedicou-se à Filantropia e distinguiu-se pelas suas obras de benemerência.
Pelos seus cabedais, veio a prestar notáveis serviços ao Estado do seu país natal. Em 1828, contribuiu com importantes donativos para os emigrados portugueses no Brasil, declarando-se partidário da causa política de D. Maria II de Portugal, para a qual contribuiu financeiramente com avultadas somas de dinheiro, verbas para os empréstimos necessários à sua causa.
Ingressou na política activa durante o Cabralismo, sendo feito Par do Reino por Carta Régia de 3 de Maio de 1842, de que prestou juramento e tomou posse em sessão da Câmara dos Dignos Pares do Reino de 5 de Maio de 1842.
Foi, também, feito Fidalgo Cavaleiro da Casa Real, Conselheiro de Sua Majestade Fidelíssima e Membro do Conselho de Sua Majestade a Rainha D. Maria II de Portugal, Comendador da Real Ordem Militar de Nosso Senhor Jesus Cristo, e Comendador da Real Ordem Militar de Nossa Senhora da Conceição de Vila Viçosa, e recebeu a Grã-Cruz da Real Ordem de Isabel a Católica de Espanha com o tratamento de Excelentíssimo Senhor.
Teve Brasão de Armas: escudo partido: Campo I - As armas dos Ferreira, de vermelho com quatro barras de ouro. Campo II - As armas dos Martins (com diferença): cortado, o 1.º, de ouro, com três flores-de-lis vermelhas dispostas em faixa, e o 2.º, de negro, com duas barras de ouro. Usou coroa de Barão, depois, de Visconde e, finalmente, de Conde.
A Rainha D. Maria II de Portugal agraciou Joaquim Ferreira dos Santos com o título de Barão de Ferreira, em sua vida, por Decreto de 7 de Outubro de 1842, de Visconde de Ferreira, em sua vida, por Decreto de 22 de Junho de 1843, e de Conde de Ferreira, em sua vida, por Decreto de 6 de Agosto de 1850, pelos serviços prestados ao País e ao Partido Constitucional.
Alcançou as honras e distinções acima indicadas sem que, todavia, elas o afastassem do viver modesto e reconcentrado que sempre tivera, nem deixasse de lidar na vida comercial, que o engrandecera.
Faleceu na cidade do Porto em 24 de Março de 1866, com 84 anos de idade, data que aparece inscrita sobre a porta das escolas financiadas pelo seu legado. Está sepultado num mausoléu no Cemitério de Agramonte, concluído em 1876, dez anos após o seu falecimento, obra do escultor António Soares dos Reis.
Como não tinha parentes imediatos, família imediata com quem despender, na falta de descendência legítima, económico por hábito e organização e possuindo avultados rendimentos, pôde, assim, reunir uma fortuna pouco vulgar em Portugal, da qual não havia herdeiros forçados, e soube, por Testamento, dispôr e reparti-la de modo que, acudindo a uma das maiores desventuras da Sociedade, facultou também e abriu caminho aos minguados de fortuna, como ele, no princípio da vida, fora, desenvolvendo-lhes a Razão pelo trabalho e pela ilustração, para, um dia, serem úteis a si próprios, às suas famílias e à Pátria. Por tais disposições, o 1.º Conde de Ferreira deixou perpetuado o seu nome, deu um grande exemplo aos fortunosos de capitais, sem imediata sucessão. Honrou-se mais a si do que as honras hierárquicas que, em vida, o distinguiram, decretou-se, por elas, Cidadão prestimoso, amigo da sua Pátria, incitador do desenvolvimento racional de seus filhos pobres, sendo a consignação das disposições testamentárias a que se refere, o padrão maior de agradecimento que se pode levantar ao benemérito 1.º Conde de Ferreira. Deixou a sua enorme fortuna a um grande conjunto de beneficiários, entre os quais muitos colaboradores, parentes (nomeadamente sobrinhos) e amigos, e a favor de várias instituições e fundações de beneficência e utilidade social, como a Santa Casa da Misericórdia do Porto, à qual legou 20.000$000 ou 20 contos de réis, com a obrigação de vestir 24 pobres no aniversário do seu falecimento, e a Santa Casa da Misericórdia do Rio de Janeiro, à qual legou, com o encargo de vestir doze pobres no aniversário do seu falecimento, 10.000$000 ou 10 contos de réis em moeda fraca, e para outras instituições de beneficência, como a Ordem Terceiras do Terço, a Ordem Terceira da Trindade, a Ordem Terceira do Carmo e a Ordem Terceira de São Francisco, a cujos Hospitais legou, a cada um deles, 10.000$000 ou 10 contos de réis, e numerosos hospitais e asilos, que beneficiaram largamente do seu testamento, instituindo, ainda, pensões e prémios para pessoas desamparadas e para recompensar virtudes e dedicações, e um hospital para doentes mentais. Entre essas disposições, uma das mais notáveis foi a de que destinou, ainda, num dos legados, além de muitos donativos oferecidos a diversas instituições no Brasil, fundos que ainda conseguiu doar ao Estado Português 144 000$000 réis para construir 120 Escolas de Instrução Primária, para ambos os sexos, para cuja construção se seguiu uma planta única, pois era mais prático, económico e rápido. Foi o grande mecenas da instrução primária em Portugal, colocando como condição que as escolas a construir o fossem em terras que fossem vilas, cabeças e sedes de concelho, e que deveriam ser feitas segundo o risco, por ele estabelecido na respectiva planta, tendo, também, comodidade para habitação dos Professores, incluindo que tivessem aposentos e habitação para residirem. Para cada casa destinou 1.200$000 ou 144.000$000 para todas. Outro legado consistiu em 20.000$000 ou 20 contos de réis para uma Enfermaria no Hospital da Santa Casa da Misericórdia da Cidade do Porto, em que vinte doentes seriam tratados pelo sistema homeopático. Além do subsídio, um consultório homeopático para os pobres que se quisessem utilizar daquele método de curativo. Aos meninos desamparados e às meninas desamparadas, raparigas abandonadas, Creche, Irmandade dos Clérigos da Lapa, Casa da Correcção, Casa de Detenção, Recolhimento dos Velhos, às Fábricas das Paróquias de Campanhã e do Bonfim, ao Recolhimento dos Órfãos, e a 50 meninas honestas e virtuosas, e que tenham tratado seus pais com respeito e amor filial, como dote, legou 500$000 réis a cada uma destas Corporações e pessoas, todas da Comarca do Porto. Legou 30 esmolas de 100$000 réis para 30 viúvas honestas, 50 esmolas de 50$000 réis para famílias a que tenha faltado chefe ou a pessoa que as sustentava e, além destes legados, houve outros a vários indivíduos, conforme se menciona acima, sendo que a soma de todos eles sobe a 700.000$000 ou 700 contos de réis. Com o remanescente destinado desta sua grande fortuna e herança, que excederia a 600 contos de réis ou 600.000$000 de réis, foi fundado o Hospital Conde de Ferreira, no Porto, que tomou o seu nome, Hospital de Alienados, ou seja, para doentes de foro psiquiátrico.

### As escolas "Conde de Ferreira"

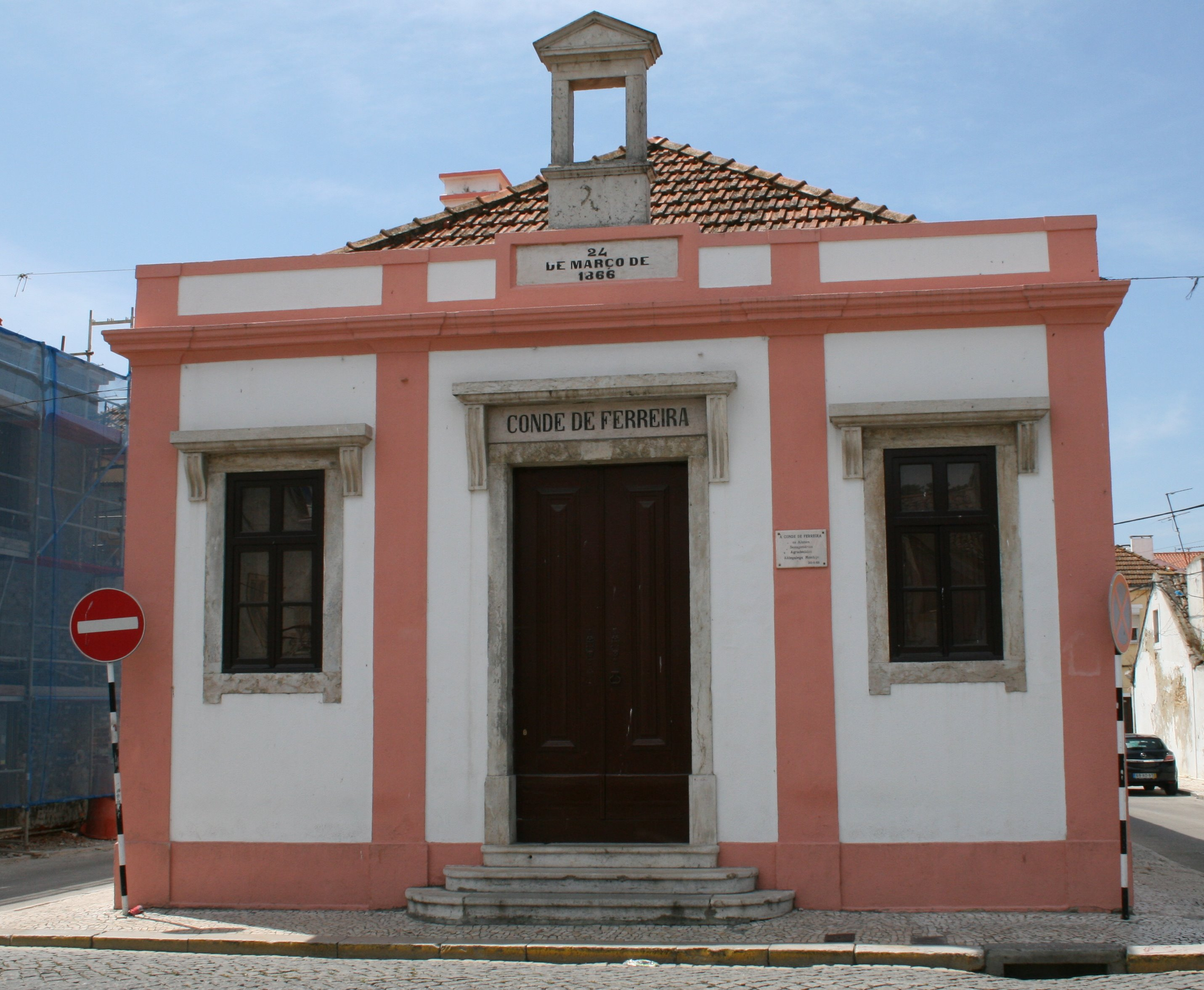
A Escola Conde de Ferreira do Montijo. No frontispício, sobre a porta, a data de falecimento do benfeitor

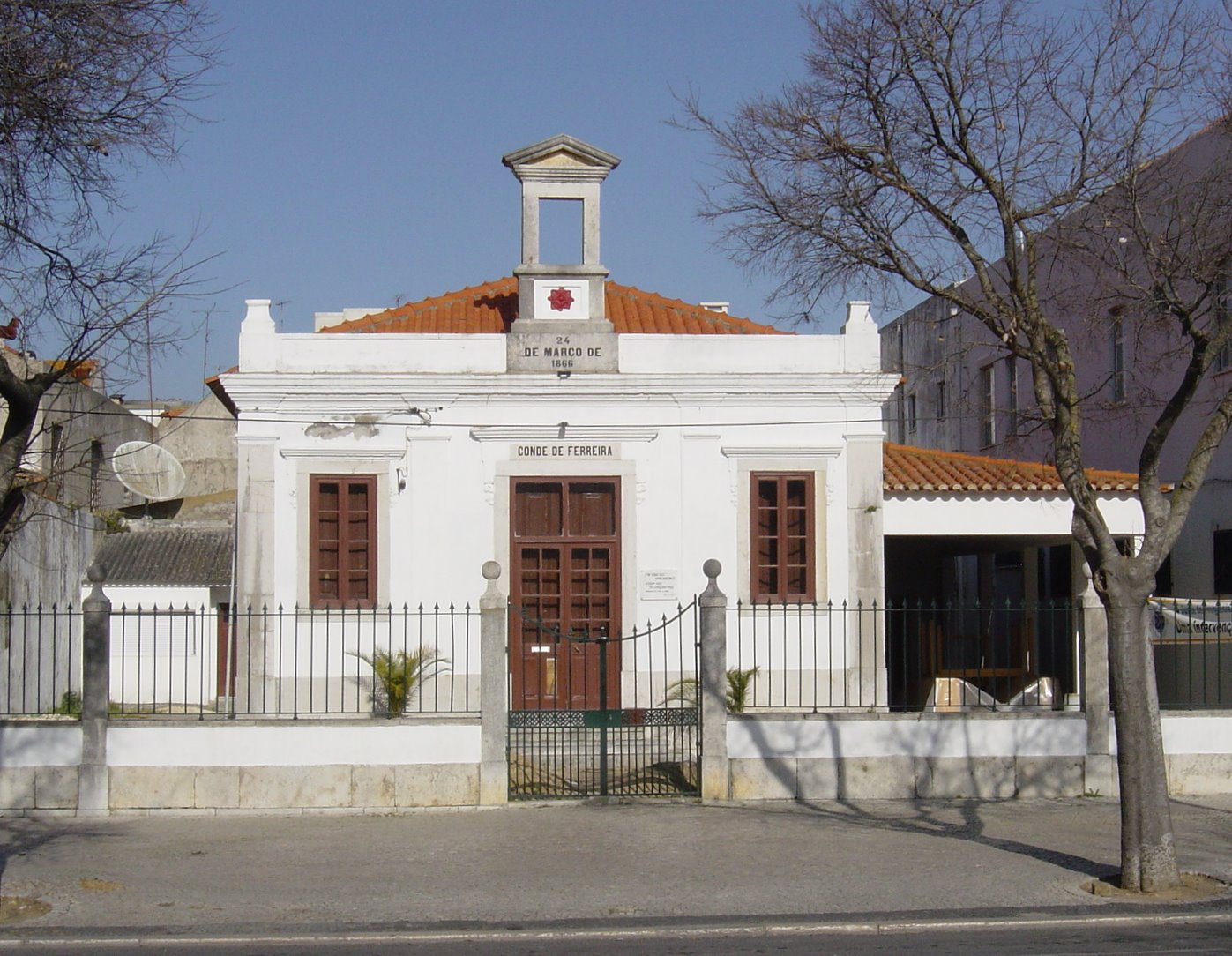
A Escola Conde de Ferreira de Setúbal.

O Conde de Ferreira foi um dos grandes impulsionadores da instrução pública em Portugal. Deixou um legado para a construção e mobília de 120 escolas primárias de ambos os sexos em terras que fossem cabeças de concelhos, todas com a mesma planta e com habitação para o professor, sendo depois de terminadas entregues às respectivas juntas de paróquia. O seu custo por unidade não deveria exceder 1 200$000. Essa vontade corresponde a uma verba do seu testamento em que sobre a construção das escolas, o conde de Ferreira escreveu:
"Convencido de que a instrução pública é um elemento essencial para o bem da Sociedade, quero que os meus testamenteiros mandem construir e mobilar cento e vinte casas para escolas primárias de ambos os sexos nas terras que forem cabeças de concelho sendo todas por uma mesma planta e com acomodação para vivenda do professor, não excedendo o custo de cada casa e mobília a quantia de 1200 reis e pronta que esteja cada casa não mandarão construir mais de duas casas em cada cabeça de concelho e preferirão aquelas terras que bem entenderem".
Em resultado do legado, o Governo português resolveu regulamentar a forma de atribuição aos municípios das correspondentes dotações, o que foi feito pela circular de 20 de Julho de 1886, do Ministro e Secretário de Estado dos Negócios do Reino, João Baptista da Silva Ferrão de Carvalho Mártens, então responsável pelo sector da instrução pública. De acordo com esta circular, ficou estabelecido que para concorrer ao legado, as Câmaras Municipais ou Juntas de Paróquia deviam reunir as seguintes condiçõesː
1. A planta do edifício e do terreno onde houver de ser construído. O terreno não deve ter menos de 600 metros quadrados além da área que for ocupada pelo edifício;
2. O orçamento da obra projectada;
3. Cópia do orçamento geral ou suplementar devidamente aprovado, onde esteja votada uma verba não inferior a 400$000 réis para construção da escola pretendida;
4. Deliberação competentemente aprovada de como se obrigam a executar fielmente a planta no termo de um ano contado desde o dia em que for concedido o subsídio do governo.

Foram muitas as autarquias que concorreram e este foi o primeiro passo para o surgimento, em vários municípios, de norte a sul de Portugal, de edifícios com uma arquitectura simples, funcional e facilmente identificável. Hoje um marco na história da educação em Portugal, as designadas "Escolas Conde de Ferreira" tiveram uma enorme importância para a consolidação do ensino público.
Das 120 escolas previstas no testamento do conde, foram construídas 91, das quais 21 foram, entretanto, demolidas. As restantes 70 continuam a funcionar para os mais diversos fins, desde ensino a serviços municipais, passando por sedes de juntas de freguesias, bibliotecas, museus municipais ou mesmo instalações de forças de segurança.
A escola Conde Ferreira, seguindo um projecto apresentado em 1866, é encimada por um pequeno frontão, que lembra um campanário, apresentando-se como contraponto da igreja, com a qual procura concorrer, sendo um símbolo do positivismo nascente, aliado do progresso e da transformação social. O derramar da lux da instrução aparecia como o instrumento fundamental da erradicação das trevas da ignorância e da superstição, uma forma de moralizar e civilizar o povo. O novo templo dessa crença cívica era a escola.

### Hospital Conde de Ferreira
O conde de Ferreira constituiu a Santa Casa da Misericórdia do Porto, a par da sua congénere do Rio de Janeiro, como uma das principais instituições de beneficência e piedade contempladas no seu testamento. Para além de verbas várias destinadas à Misericórdia do Porto, uma disposição do seu testamento referia-se especificamente a um hospital para doentes psiquiátricos (alienados como então se dizia):
"Quero que os meus testamenteiros empreguem todo o remanescente da minha fortuna (…), em construir onde julgarem conveniente, um edifício para o hospital de alienados, não devendo gastar no edifício mais da terça parte do remanescente e, acabada a obra e mobilado o hospital, farão entrega à Santa Casa da Misericórdia desta cidade, não só do edifício, mas também dos fundos sobrantes, previamente empregados em efeitos de crédito público, que farão averbar a favor do hospital e à mesma Santa Casa prestarão contas da sua gerência com respeito ao remanescente".
Do legado resultou a construção no Porto de um edifício, agora denominado Centro Hospitalar Conde de Ferreira, que segundo o testemunho de Domingos de Almeida Ribeiro, escriturário do testamento, correspondia a um projecto inspirado por D. Pedro V de Portugal, que teria indicado ao conde de Ferreira a necessidade de dotar a cidade do Porto com um estabelecimento daquela natureza.
O projecto do hospital foi elaborado por Manuel de Almeida Ribeiro, professor de arquitectura civil na Academia Portuense de Belas-Artes. Tendo este falecido durante a construção, a conclusão da obra foi dirigida por Faustino José da Vitória, director das Obras Públicas do Distrito do Porto, que fez várias alterações ao plano inicial. Constituído por um vasto edifício de quatro alas e dois pavilhões envolvidos por jardins, a fachada do edifício principal é simples e harmoniosa, com um frontão que era encimado pela estátua do fundador, em mármore de Carrara, obra do escultor Teixeira Lopes, mais tarde transferida para um plinto colocado no centro do jardim fronteiro ao edifício.
Antes da conclusão da obra, a 3 de Março de 1881, a mesa da Misericórdia do Porto empossou o Dr. António Maria de Sena como primeiro director do hospital então em construção.
A instituição foi inaugurada em 24 de Março de 1883, com a denominação de Hospital de Conde Ferreira, com doentes vindos do Hospital de Santo António de Rilhafoles.
O velho Hospital Conde de Ferreira, inovador quando foi inaugurado em 1883, sendo a primeira construção de raiz feita para a psiquiatria em Portugal, foi objecto de uma intervenção arquitectónico-funcional, para se adaptar à psiquiatria do século XXI, conservando ou restituindo ao seu estado de origem o aspecto exterior e dando nova vida aos jardins.